# Kita Ouest
Kita Ouest è un comune rurale del Mali facente parte del circondario di Kita, nella regione di Kayes.
Il comune è composto da 21 nuclei abitati:
- Banfarala
- Baragna
- Dambarra
- Doury
- Farafé
- Faraguéto
- Fatafing
- Fodébougou
- Horongo
- Kankoudiana-Faradala
- Kodaianola

- Koféba (centro principale)
- Koré
- Kouroukoto
- Madila
- Mansala
- Nialakalan
- Samadjiguidan
- Tabakofé
- Thiéourou-Santankoto
- Toumoudoto